# Бистрицька сільська рада (Березнівський район)
Би́стрицька сільська́ ра́да — колишній орган місцевого самоврядування в Березнівському районі Рівненської області. Адміністративний центр — село Бистричі.

## Загальні відомості
- Бистрицька сільська рада утворена в 1939 році.
- Територія ради: 74,464 км²
- Населення ради: 2 754 особи (станом на 2001 рік)
- Територією ради протікає річка Случ.

## Населені пункти
Сільській раді були підпорядковані населені пункти:
- с. Бистричі

## Склад ради
Рада складалася з 18 депутатів та голови.
- Голова ради: Василюта Іван Сергійович
- Секретар ради: Стахнюк Раїса Петрівна

### Керівний склад попередніх скликань
| ПІБ                      | Основні відомості                                                                       | Дата обрання | Дата звільнення |
| ------------------------ | --------------------------------------------------------------------------------------- | ------------ | --------------- |
| Василюта Іван Сергійович | Сільський голова, 1961 року народження, освіта вища, член Соціалістичної партії України | 26.03.2006   | 31.10.2010      |
| Василюта Іван Сергійович | Сільський голова, 1961 року народження, освіта вища                                     | 31.10.2010   |                 |

Примітка: таблиця складена за даними сайту Верховної Ради України